# World Council for Health
Das World Council for Health ist eine pseudowissenschaftliche Gruppierung aus dem Impfgegner-Milieu. Sie widmet sich der Verbreitung fragwürdiger Informationen zu Impfungen gegen COVID-19 und der Propagierung umstrittener Behandlungen der Viruserkrankung.
Der Online-Auftritt der Organisation erweckt den Eindruck als handele es sich um eine seriöse Gesundheitsorganisation. Allerdings werden widerlegte Behandlungsmethoden und Desinformationen zu Impfungen verbreitet. Die Gruppe scheint im September 2021 gegründet worden zu sein. Im Vorstand sind Personen vertreten, die laut einem Faktencheck der Australian Associated Press unbegründete Verschwörungstheorien verbreiten („figures who have promoted unfounded conspiracy theories“).
Im Mai 2022 wurde die Gruppe von Tess Lawrie, einer Gynäkologin und Gründerin der „BIRD Group“, die Ivermectin als Behandlung von COVID-19 propagiert, geleitet.
Das World Council for Health ist mit der Children’s Health Defense, einer Impfgegner-Gruppe, die von Robert Francis Kennedy junior geleitet wird, sowie mit der World Doctors Alliance, einer pseudomedizinischen Vereinigung mit verschwörungstheoretischem Inhalt, assoziiert.

## Aktivitäten
Das World Council for Health propagiert Fehlinformationen, die Impfungen gegen COVID-19 mit Todesfällen verbinden. Im Jahre 2021 verbreitete die Gruppe in sozialen Medien die Annahme eines sogenannten „Post-COVID injection“-Syndroms. Dieses Krankheitsbild wird von der medizinischen Wissenschaft nicht anerkannt, und es gibt keine Beweise für seine Existenz.
Im Mai 2022 war die Gruppe an einer Konferenz im englischen Bath beteiligt, die von Vice World News als Treffen der Hauptakteure der Impfgegner- und Verschwörungsmythen-Szene bezeichnet wurde. Lokale Behörden haben die Erlaubnis, ihre Räumlichkeiten zu benutzen, zurückgezogen, nachdem bekannt wurde, dass das World Council for Health behauptet, dass Impfungen gegen COVID-19 unsicher seien.
Im Juli 2022 behauptete der US-amerikanische Kardiologe Peter McCullough, ein bekannter Verbreiter von Desinformationen zu Impfungen, fälschlicherweise, dass auf Antrag des World Council for Health die Impfstoffe international zurückgerufen worden seien, nachdem es weltweit mehr als 40.000 Todesfälle gegeben habe. Allerdings waren bei der Food and Drug Administration (FDA) keine Rückrufe für einen der von ihr zugelassenen vier COVID-19-Impfstoffe eingegangen, wie von Abby Capobianco, einem Sprecher der FDA, gegenüber der Nachrichtenagentur AFP bestätigt wurde.
Der britische Kardiologe Aseem Malhotra forderte im Rahmen einer Pressekonferenz mit dem World Council for Health im September 2022 eine sofortige und vollständige Aussetzung der Impfungen gegen COVID-19, da das Risiko schwerer Nebenwirkungen der Impfungen größer sei als das einer Krankenhausbehandlung wegen der Erkrankung. Damit wiederholte er seine früheren Schlussfolgerungen in einem narrativen Übersichtsartikel für das Journal of Insulin resistance. Allerdings basierten seine Schlüsse auf anekdotischer Evidenz, Studien mit niedriger Qualität und einseitiger Auswahl der eingeschlossenen Artikel, da vornehmlich Studien zitiert wurden, die eine negative Wirkung von COVID-19-Impfungen suggerierten, während das weit größere Volumen an Evidenz, das die Sicherheit und Wirksamkeit der Impfungen demonstrierte, nicht hinreichend berücksichtigt wurde.
Die Gruppe propagiert weiterhin die Verwendung von Ivermectin zur Behandlung einer SARS-Cov2-Infektion, obwohl seine Ineffektivität für diesen Zweck nachgewiesen wurde.